# Bần nữ thán
Bần nữ thán (chữ Nho: 貧女嘆, Lời than của một người con gái nghèo) là một tác phẩm trong văn chương Việt Nam viết theo thể song thất lục bát bằng chữ Nôm.
Tác giả cuốn sách này nay không lưu danh nên Bần nữ thán được liệt vào hạng khuyết danh. Năm sáng tác cũng không được minh xác, có thể vào thế kỷ 18 hoặc muộn hơn, như vào cuối thế kỷ 19 triều Tự Đức nhà Nguyễn.
Tác phẩm dài 216 câu song thất lục bát. Nội dung là tự tình của một người con gái trách số phận vì nghèo túng mà thua thiệt không lấy được người chồng sang cả. Dù vậy đoạn kết vẫn có hậu, vì vẫn tin tưởng đến một ngày mai tươi sáng hơn.
Bần nữ thán từng được dùng làm sách giáo khoa vì có giá trị văn chương và được Phạm Xuân Độ dịch sang Pháp văn do nhà xuất bản Alexandre de Rhodes (Đắc Lộ thư xã) in năm 1945 ở Hà Nội; họa sĩ Mạnh Quỳnh minh họa.

## Liên kết
- Bản chụp chữ Nôm Bần nữ thán ấn bản năm 1922 trong văn khố Southeast Asia Digital Library Lưu trữ ngày 13 tháng 7 năm 2010 tại Wayback Machine